# Didymodon cardotii
Didymodon cardotii là một loài Rêu trong họ Pottiaceae. Loài này được (Dusén) R.H. Zander mô tả khoa học đầu tiên năm 1993.